# Маурер, Георг (поэт)
Георг Маурер (нем. Georg Maurer; 11 марта 1907, Регин, Трансильвания (ныне Румыния) — 4 августа 1971, Потсдам) — немецкий поэт, эссеист и переводчик. Член-корреспондент Академии искусств ГДР.
Лауреат Национальной премии ГДР (1965).

## Биография
Сын педагога. В 1926 отправился в Германию, где до 1932 изучал историю искусства, немецкую филологию и философию в университетах Лейпцига и Берлина.
Участник Второй мировой войны. Солдат вермахта.
С 1955 работал преподавателем, затем — профессором Немецкого института литературы при Лейпцигском университете, где оказал большое влияние на поэтов саксонской школы.
Умер в Потсдаме. Похоронен в Лейпциге.

## Творчество
Автор эпического цикла «Поэтическое путешествие» (1959); сонетов с богатой символической образностью, посвященных проблемам современности (сборники «Образы любви», 1964; «Опознанный мир», издание 1972).
Писал также литературно-критические очерки, эссе. Занимался переводами.

## Избранные произведения
- «Ewige Stimmen», 1936
- «Gesänge der Zeit», 1948
- «Barfuß» , 1951
- «Zweiundvierzig Sonette» , 1953
- «Die Elemente», 1955
- «Der Dichter und seine Zeit», 1956
- «Eine stürmische Nacht» , 1956
- «Lob der Venus», 1958
- «Poetische Reise», 1959
- «Das Lächeln Hiroshimas» , 1960
- «Ein Glückspilz», 1961
- «Drei-Strophen-Kalender», 1961 ISBN 3-354003-67-7
- «Das Unsere», 1962
- «Stromkreis» , 1964
- «Im Blick der Uralten» , 1965
- «Ich sitz im Weltall auf einer Bank im Rosental»